# EV Innsbruck
Der EV Innsbruck (auch Innsbrucker EV) war ein Eishockeyverein aus der Tiroler Landeshauptstadt Innsbruck, der bis 1993 an der höchsten österreichischen Spielklasse, der österreichischen Eishockeyliga teilnahm.

## Geschichte
Der EV Innsbruck wurde 1925 als Sektion Eishockey des Innsbrucker Eislaufverein gegründet und nahm zunächst an der Provinz-Meisterschaft innerhalb der österreichischen Meisterschaft teil.
Ab den 1950er Jahren nahm die Sektion an der österreichischen Eishockeyliga teil. Die größten Erfolge feierte die Mannschaft knapp nach dem Zweiten Weltkrieg mit dem Gewinn mehrerer Meistertitel. In den 1960er Jahren wurde die Sektion Eishockey eigenständig und nannte sich fortan EV Innsbruck.
Kurzzeitig gab es in der Saison 1969/70 innerstädtische Konkurrenz durch den EC Innsbruck Pradl, der sich jedoch nur für eine Spielzeit in der höchsten Liga halten konnte. Im Jahr 1973 fusionierten die beiden Mannschaften zum EC Innsbruck, der in den folgenden Jahren aufgrund wechselnder Sponsoren unter verschiedenen Bezeichnungen in der Bundesliga auflief. In der Saison 1988/89 folgte mit dem siebten Meistertitel der letzte große Erfolg.
Die Saison 1992/93 war die letzte mit Beteiligung des EV Innsbruck, der danach in die zweithöchste Spielklasse abstieg. Nach nur einer Teilnahme an der Nationalliga, die mit dem Meisterschaftsgewinn endete, wurde der Club 1994 aufgelöst. Im folgenden Jahr ging mit dem HC Innsbruck erstmals der Nachfolgeverein in der Oberliga an den Start, die in der Spielzeit 1995/96 als zweithöchste Spielklasse fungierte. Im Jahr 2000 stieg der HC Innsbruck in die Bundesliga auf, die damit erstmals seit 1993 wieder einen Club aus der Tiroler Landeshauptstadt begrüßen durfte. 2009 stieg jedoch auch dieser Club freiwillig in die Nationalliga ab.

## Namensänderungen im Lauf der Geschichte
Der Name des EV Innsbruck wurde mehrmals geändert. Meist geschah dies aufgrund von Wechseln bei den Hauptsponsoren.
- 1925–1960er: Sektion Eishockey des Innsbrucker Eislaufvereins
- 1960er – 1973: EV Innsbruck
- 1973–1975: EC Innsbruck, nach Fusion mit dem EC Innsbruck Pradl
- 1975–1984: EC Sparkasse Innsbruck (ECS Innsbruck)
- 1984–1988: EV Innsbruck
- 1988–1989: Gösser EV Innsbruck (GEV Innsbruck)
- 1989–1994: EV Innsbruck

## Erfolge
- Siebenfacher österreichischer Meister in den Jahren: 1952/53, 1953/54, 1957/58, 1958/59, 1960/61, 1962/63, 1988/89
- Meister der Nationalliga 1993/94

## Spieler

### Bekannte ehemalige Spieler
- Alain Daigle
- Christopher Felix
- François Guay
- Greg Holst
- Sergei Alexejewitsch Kapustin
- Václav Nedomanský
- Poul Popiel
- Adelbert St. John
- Wiktor Iwanowitsch Schalimow

### Meistermannschaften
| Österreichischer Meister Saison 1988/89 | Torhüter: Brian Stankiewicz, Mario Angerer Verteidiger: Neil Belland, Hannes Bauch, Yves Beaudoin, Martin Platzer, Daniel Rösch, Christian Kuen Angreifer: Kevin LaVallée, Werner Kerth, Gerald Rauchenwald, Steven Stockman, Martin Lindner, Dieter Strobl, Thomas Mössmer, Christian Perthaler Trainerteam: Rudolf Killias, Ossi Praxmarer |

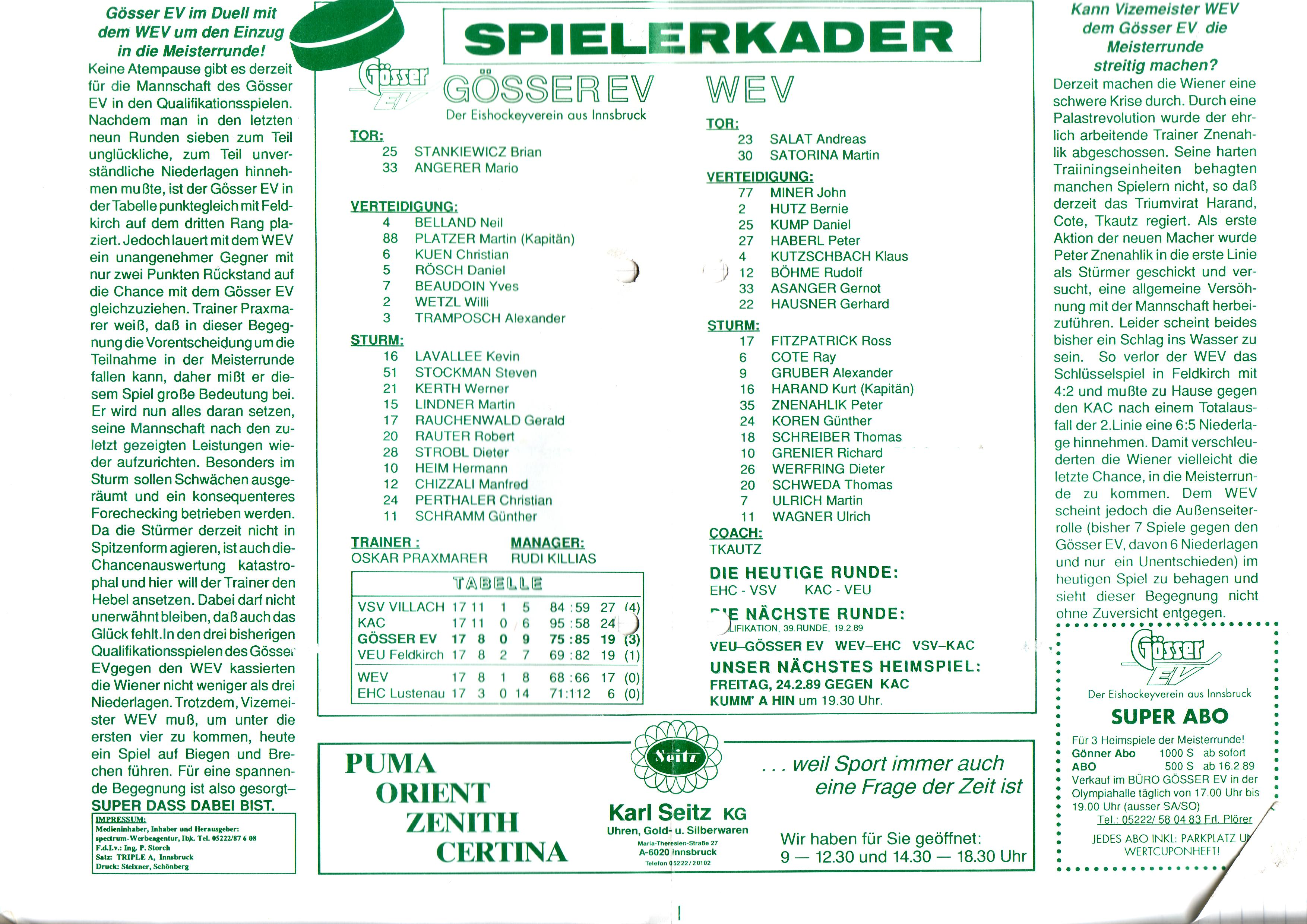
Mannschaftskader 1989 des Gösser EV

## Trainer
- 198? Gerhard Kießling
- 1985/86 Wiktor Schalimow (Spielertrainer)
- 1986/87 Blair MacDonald
- 1988/89 Rudolf Killias
- 1992/93 Miroslav Berek